# Fraissiniera
Fraissiniera (en francès Freissinières) és un municipi francès situat al departament dels Alts Alps i a la regió de Provença – Alps – Costa Blava.

## Demografia
| 1856                                       | 1962 | 1968 | 1975 | 1982 | 1990 | 1999 | 2006 | 2016 |
| ------------------------------------------ | ---- | ---- | ---- | ---- | ---- | ---- | ---- | ---- |
| 911                                        | 284  | 216  | 199  | 172  | 167  | 169  | 183  | 208  |
| Des de 1962: població sense dobles comptes |      |      |      |      |      |      |      |      |

## Administració
| Període   | Identitat               | Partit  |
| --------- | ----------------------- | ------- |
| 1978-2001 | René Dor                |         |
| 2001-     | Cyrille Drujon d'Astros | UMP, LR |